# Hans Meerwein

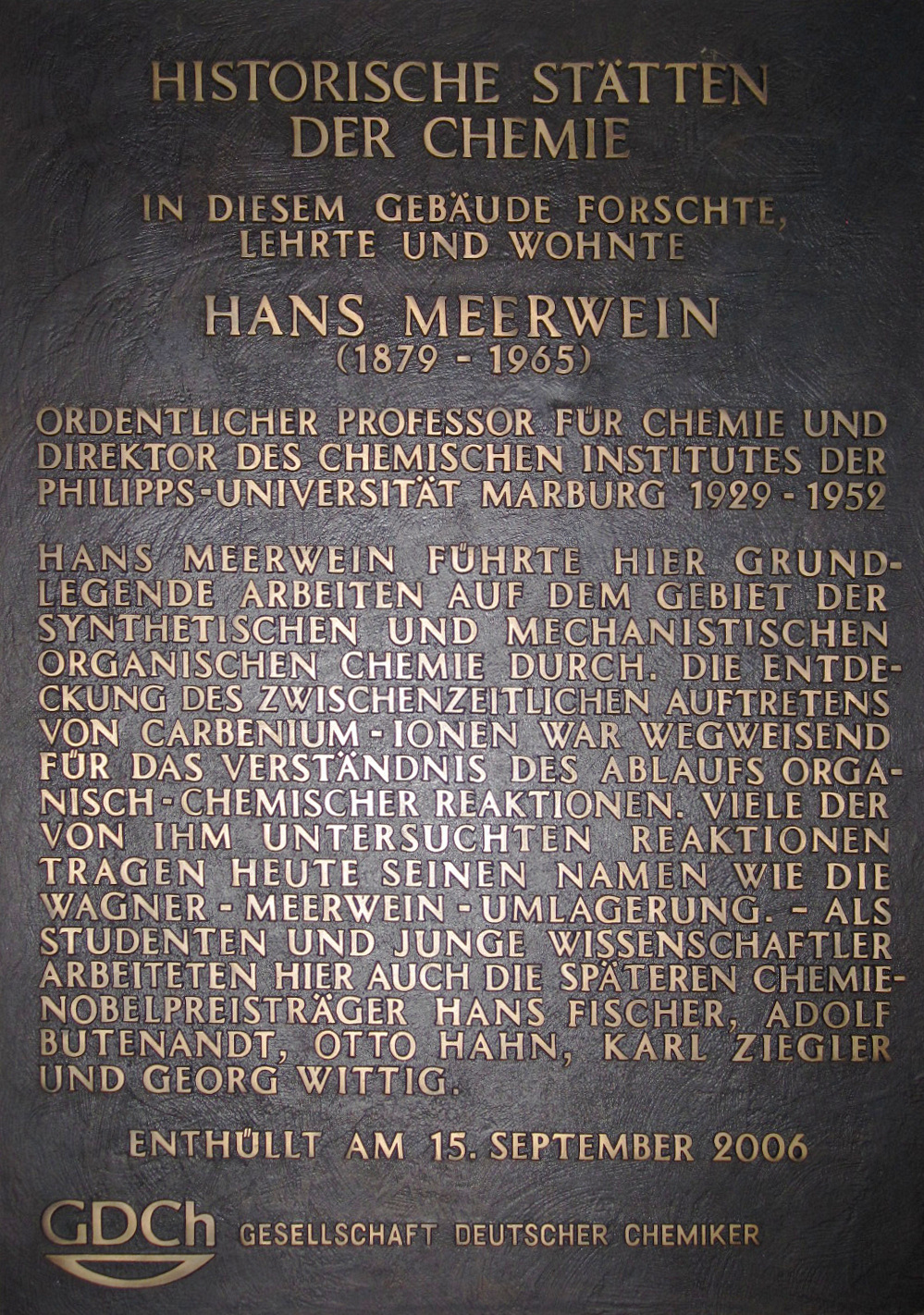
Plaque de la Société d'allemande en chimie commémorant Hans Meerwein, située à l'université de Marburg.

Hans Meerwein (20 mai 1879 à Hambourg, Empire allemand - 24 octobre 1965 à Marburg, Allemagne) est un chimiste allemand. Plusieurs réactions et réactifs portent son nom, notamment la réduction Meerwein-Ponndorf-Verley, le réarrangement de Wagner-Meerwein, la réaction d'arylation de Meerwein et la réaction des sels de Meerwein.

## Biographie

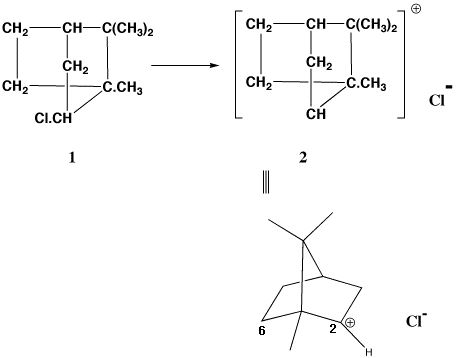
Chlorure d'isobornyle donnant un carbocation. La représentation de Meerwein est en haut, la vue moderne en bas.

Il est le fils de l'architecte Wilhelm Emil Meerwein. Il suit d'abord une formation de technicien en chimie ou « chimiotechnicien » à l'université des Sciences appliquées Fresenius (entre 1898 et 1900) avant d'étudier pour un diplôme de chimie à l'université de Bonn. Après avoir terminé son doctorat avec Richard Anschütz, il travaille à l'université de Berlin, avant de retourner à Bonn où il devient professeur en 1914. De 1922 à 1928, il est professeur de chimie organique à l'université de Königsberg. Il passe ensuite à l'Université de Marbourg. La guerre dévaste l'Institut et Meerwein planifie la reconstruction qui est achevée en 1953, l'année où il prend sa retraite de l'enseignement. Il mène des travaux expérimentaux avec l'aide de deux post-doctorants jusqu'à sa mort en 1965.
Son plus grand impact sur la chimie organique est de proposer le carbocation 2 comme intermédiaire réactif, à l'origine comme une rationalisation de la racémisation du chlorure d'isobornyle 1 catalysée par un acide de Lewis tel que SnCl4. Son mécanisme proposé pour la racémisation impliquait un transfert d'hydrure [2,6] ultérieur, qui permet au carbocation d'être situé à l'une ou l'autre de ces deux positions symétriques. Un mécanisme alternatif — une migration [1,2] de méthyle,[pas clair] un type de réaction maintenant connu sous le nom de changement de Wagner-Meerwein — a en fait été suggéré pour la première fois par Josef Houben et Pfankuch.
En 1959, il reçoit le Prix Otto-Hahn de chimie et physique